# 恋愛マニュアル〜まだ結婚したい女
『恋愛マニュアル〜まだ結婚したい女』（朝鮮語: 아직도 결혼하고 싶은 여자 、原題：『まだ結婚したい女』）は2010年1月20日から3月11日まで大韓民国MBCで放送されたテレビドラマ。全16話。
日本では、フジテレビ韓流α枠にて2011年2月18日から2011年3月1日まで毎週月曜から金曜14時07分 - 15時57分で一日2話ずつ放送された。その後、BSフジ韓ドラ☆17枠にて、2011年4月12日から2011年5月3日まで毎週月曜から金曜の17時00分 - 17時55分に放送された。テレビせとうちで、2013年11月28日から12月19日毎週月曜から金曜8時00分-8時55分おはようドラマ１部枠で放送される。

## 概要
2004年MBCで放送された『結婚したい女』の4年後を描いた作品。

## キャスト
- ハ・ミンジェ：キム・ボム

経営学部学生、天才ミュージシャン
- イ・シニョン：パク・チニ

UBN報道局放送記者
- ナ・バンソク：チェ・チョロ

ミンジェの先輩、漢方医
- キム・ブギ：ワン・ビンナ

レストランコンサルタント
- チョン・ダジョン：オム・ジウォン

同時通訳者
- ユン・サンウ：イ・ピルモ

シニョンの元恋人、航空副機長
- チェ・サンミ：パク・チヨン

ミンジェの母

## スタッフ
- 演出 - コ・ドンソン、キム・ミンシク
- 脚本 - キム・イニョン

## 視聴率
| 回数 | 放送日     | 全国   | ソウル |
| ---- | ---------- | ------ | ------ |
| 1    | 2010-01-20 | 4.7％  | 9.2％  |
| 2    | 2010-01-21 | 4.6％  | 8.4％  |
| 3    | 2010-01-27 | 4.7％  | 8.9％  |
| 4    | 2010-01-28 | 4.2％  | 8.2％  |
| 5    | 2010-02-03 | 5.7％  | 8.6％  |
| 6    | 2010-02-04 | 5.3％  | 8.7％  |
| 7    | 2010-02-10 | 8.3％  | 8.1％  |
| 8    | 2010-02-11 | 8.3％  | 8.0％  |
| 9    | 2010-02-17 | 8.0％  | 8.3％  |
| 10   | 2010-02-18 | 8.6％  | 8.0％  |
| 11   | 2010-02-24 | 10.1％ | 10.1％ |
| 12   | 2010-02-25 | 4.7％  | 9.9％  |
| 13   | 2010-03-03 | 9.0％  | 9.1％  |
| 14   | 2010-03-04 | 8.3％  | 8.2％  |
| 15   | 2010-03-10 | 9.3％  | 8.9％  |
| 16   | 2010-03-11 | 8.9％  | 8.4％  |
| 平均 | 平均       | 7.0％  | 8.6％  |